# Rose Lavaud
Rose Lavaud (Tulle, 6 aprile 1992) è una calciatrice francese, centrocampista offensiva del Digione.

## Palmarès

### Nazionale
- Campionato d'Europa under 19: 1

2010